# WH Group
WH Group (kinesisk: 万洲国际; pinyin: Wànzhōu Guójì), tidligere kendt som Shuanghui Group (kinesisk: 双汇集团; pinyin: Shuānghuì Jítuán), er en børsnoteret kinesisk multinational kød- og fødevarevirksomhed med hovedsæde i Hongkong. Nogle gange kendt som Shineway Group i engelsktalende lande. WH Groups forretningsområder omfatter svineproduktion, forarbejdede kødprodukter, smagsprodukter og logistik. Det er den største kødproducent i Kina.
Wan Long er formand og administrerende direktør for WH Group. Smithfield Foods er et amerikansk datterselskab til WH Group.